# هابیل موتایی
هابیل موتایی (انگلیسی: Abel Mutai؛ زادهٔ ۲ اکتبر ۱۹۸۸) ورزشکار دو و میدانی اهل کنیا است.
وی در مسابقات کشوری و بین‌المللی در مجموع برندهٔ ۱ مدال طلا، ۱ مدال برنز شده‌است.